# El Guamo (Bolívar)
El Guamo è un comune della Colombia facente parte del dipartimento di Bolívar.
Il centro abitato venne fondato da Matias Serrano nel 1750, mentre l'istituzione del comune è del 1838.